# Proginov
Proginov est un éditeur français de logiciels de gestion d’entreprise en mode SaaS et en mode client-serveur, destiné aux entreprises des secteurs du négoce et de l’industrie. Proginov est également hébergeur d’applications et de systèmes d’information.

## Historique
En 1996, Michel Martin crée la société Proginov dans le but de développer un progiciel de gestion intégré (PGI) sous Windows. Pour répondre à la demande d’un client, Proginov lance en 2001 la première solution de gestion française en mode hébergé SaaS,,.
En 2002, pour pérenniser son modèle capitalistique, une holding détenue par les salariés et les dirigeants voit le jour. Puis, pour faire face à la demande d’achat d’actions des salariés, Proginov augmente son capital en 2012 et passe de 1 200 000 € à 3 200 000 €. L’opération est renouvelée en 2019 pour passer à 6 400 000 € de capital.
Côté développement, le PGI s’étoffe de nouveaux modules au fil des années : paye, comptabilité, gestion commerciale, gestion de production, logistique…
En 2011, il est enrichi d'un accès sur smartphone et tablette.
En 2020, Proginov reçoit une double certification ISO/CEI 27001 et HDS (Hébergement de Données de Santé) pour la réalisation de prestations d’hébergement physique et d’infrastructures, d’infogérance de plateformes et d’applications éditées par des tiers.
L’entreprise, qui compte 55 personnes en 2003, 110 en 2009, 136 en 2011, 175 en 2014 en compte 249 en 2019, 254 en 2021.

## Produits et services
Proginov édite des logiciels PGI en  mode SaaS et en mode client-serveur, comprenant la gestion commerciale, la gestion de production, la comptabilité et la paye. Proginov est aussi intégrateur de son ERP, en assure l’assistance et l’hébergement (classé 11e du Top 20 des éditeurs SaaS du Global Software Leaders GSL 100, classement initié par PricewaterhouseCoopers et Tech In France).

## Sponsoring
Proginov est sponsor du Football Club de Nantes  et sponsor maillot depuis la saison 2013/2014.

## Modèle de gestion
Le capital de l’entreprise est détenu en totalité par les dirigeants et les salariés, et plus de 85 % des salariés sont actionnaires,, de l’entreprise. Proginov est récompensé en 2014 par le Prix de la Confiance aux cadres décerné par l’association « À la nantaise » à onze entreprises de Loire-Atlantique,
Proginov est récompensé en 2017 par les Trophées RMC PME Bougeons-nous dans la catégorie « entreprise bienveillante envers ses salariés »,.

## Chiffre d’affaires
Avec 53,7 millions d’euros de chiffre d’affaires en 2021, Proginov se positionne en 44e position de l’édition 2022 du Truffle 100, palmarès des éditeurs de logiciels français publié par Truffle capital et figure à la 54e dans Panorama Top 250 des éditeurs et créateurs de logiciels français, classement créé par EY et le Syntec numérique.